# 银盏水库
银盏水库，位于广东省清远市清城区境内，是银盏河上的一座中型水库。始建于1959年11月，之后经过多次续建。水库现控制流域面积28.4平方千米，总库容3082万立方米。大坝为土石混合坝，最大坝高41.67米，顶顶宽6.5米，坝顶长280米。水库具有防洪、灌溉、供水、发电等综合效益。水库防洪保护下游京广铁路、107国道及8000公顷耕地和十几万人口；水库实际灌溉面积1333公顷；水库为清远市龙塘镇及工业供水，实际日供水量0.6万立方米；坝后电站装机容量1560万千瓦，年均发电量65万千瓦时。